# Audiovizuální dílo
Audiovizální dílo (anglicky audiovisual work, francouzsky l'œuvre audiovisuelle, zkráceně AV dílo, česky také zvukově obrazové dílo) je mezinárodní normou ISO 15706-1:2002 definováno jako „dílo sestávající ze sledu spojených obrazů, s nebo bez doprovázejícího zvuku, jež je určeno k zobrazení jako pohyblivý obraz prostřednictvím příslušných zařízení, bez ohledu na nosič počáteční nebo následné fixace“.
Audiovizuální dílo je jedním ze základních typů tvůrčích děl, která jsou ve známém modelu FRBR (Funkční požadavky na bibliografické záznamy) chápána jako abstraktní (nehmatatelné) entity ve smyslu intelektuálního nebo uměleckého výtvoru
Citovaná mezinárodní norma definuje také složené audiovizuální dílo, a to jako „audiovizuální dílo, které obsahuje jedno nebo více jiných audiovizuálních děl nebo částí audiovizuálních děl, z nichž každé je nepodstatné ve vztahu k celému složenému audiovizuálnímu dílu.
Za seriálové audiovizuální dílo je pokládáno audiovizuální dílo vyrobené v podobě jednotlivých epizod nebo částí, které mají vzájemný vztah a zpravidla také společný název celého seriálu.
Audiovizuální díla jsou v současnosti jednoznačně identifikována pomocí trvalého mezinárodního identifikátoru ISAN v rámci stejnojmenného registračního systému.

## Typologie audiovizuálních děl (v systému ISAN)
K hlavním dílčím typům audiovizuálních děl patří (v kulaté závorce je uveden kód užívaný v systému ISAN):
- Komerční a reklamní filmy včetně tzv. filmů o filmu (AD)
- Dokumentární filmy (DO)
- Výukové filmy (ED)
- Celovečerní filmy (FF)
- Záznamy živých událostí (politických, volebních aj.) (LV)
- Multimédia (audiovizuální díla s interaktivními komponentami) (MM)
- Zprávy (audiovizuální produkce zpravodajského, publicistického aj. charakteru) (NE)
- Záznamy provedení uměleckých děl (oper, koncertů, varietních představení apod.) (PF)
- Dramatická a komediální seriálová audiovizuální díla, zejména televizní seriály aj. (SE)
- Krátké umělecké filmy včetně animovaných děl (s kratší délkou než u celovečerních filmů) (SH)
- Záznamy sportovních událostí a související sportovní pořady (SP)
- Další televizní zábavné pořady (magazíny, soutěže, hry aj.) (TE)
- Televizní filmy určené k televiznímu vysílání (TF)
- Hudební videoklipy (VC)